# Jetpur (ciutat)
Jetpur és una ciutat i municipalitat del Gujarat, Índia, [districte de Rajkot] antigament part de la divisió o Pranth de Sorath al Kathiawar, presidència de Bombai, i capital de l'estat unitari de Jetpur (1937-1948) i d'alguna de les seves branques abans (i inicialment de la tribu Vala). Està a la riba del Bhadar i la població el 1901 era de 15.919 habitants. Al cens del 2001 constava amb 104.311 habitants.